# كريستيان بيوت
كريستيان بيوت ، من مواليد 4 أكتوبر 1947 ، لاعب كرة قدم بلجيكي سابق.
لعب مع منتخب بلجيكا لكرة القدم.

## مسيرته الكروية
لعب كريستيان بيوت خلال مسيرته الاحترافية مع نادِ واحدٍ في اثنا عشر موسمًا وسجل خلالها 6 أهداف ضمن 252 مباراة. حيث فاز في موسم واحد بالكأس وفي ثلاثة مواسم بالدوري.
خاض كريستيان بيوت مسيرته مع نادي ستاندارد لييج في موسم 1966–67 ليلعب معه اثنا عشر موسمًا، مشاركًا في 252 مباراة سجل خلالها 6 أهداف.

## روابط خارجية
- كريستيان بيوت على موقع الاتحاد الدولي (مؤرشف)  (الإنجليزية)
- كريستيان بيوت على موقع الاتحاد البلجيكي (الإنجليزية)
- كريستيان بيوت على موقع قاعدة بيانات كرة القدم.إي يو (الإنجليزية)
- كريستيان بيوت على موقع بيانات كرة القدم. دي إي (الألمانية)
- كريستيان بيوت على موقع ناشيونال فوتبول تيمز (الإنجليزية)
- كريستيان بيوت على موقع عالم كرة القدم.نت (الإنجليزية)